# Karavás (ort i Grekland)
Karavás (Karavas) är en ort i Grekland.   Den ligger i prefekturen Nomós Piraiós och regionen Attika, i den södra delen av landet, 190 km söder om huvudstaden Aten. Karavás ligger 170 meter över havet och antalet invånare är 129. Den ligger på ön Kythera.
Terrängen runt Karavás är huvudsakligen kuperad, men norrut är den platt. Havet är nära Karavás norrut. Runt Karavás är det glesbefolkat, med 12 invånare per kvadratkilometer. Närmaste större samhälle är Agía Pelagía, 3,5 km sydost om Karavás. 